# 87式偵察警戒車
87式偵察警戒車（はちななしきていさつけいかいしゃ）は、日本の小松製作所が開発し、陸上自衛隊が使用している偵察戦闘車（装輪装甲車）である。陸上自衛隊各師団や旅団の偵察隊、戦車連隊本部管理中隊などに配備される。
防衛省は略称を「87RCV」、愛称を「ブラックアイ」として広報活動に使用しているが、配備部隊内では「RCV」の通称が用いられる。

## 概要
陸上自衛隊では創成期にアメリカ軍から装輪式のM8装甲車とM20装甲車の供与を受けたが、未舗装路面の多かった当時（1950年代）の日本の道路における機動力に不安があったこと、60式装甲車などの装軌式車両や主要装備の調達が優先されたことで配備は少数に留まり、就役期間も短かった。
その後、経済発展に伴って道路網が整備されると装輪式車両の機動力への不安要素が取り除かれ、1982年（昭和57年）には装輪式である82式指揮通信車が制式化された。87式偵察警戒車は82式指揮通信車に次いで制式化された装輪式戦闘車両であり、それまで偵察機材として使われていた73式小型トラックや偵察用オートバイには無かった火力や装甲防御力を持つ。
路上機動による偵察警戒を主務とし、側方警戒なども担当する。

## 開発・調達
開発は自衛隊初の装輪式戦闘車両である82式指揮通信車を開発した小松製作所が担当した。防衛庁から依頼を受け、1983年（昭和58年）から約3億円を投じて試作車が2両製作された。1985年（昭和60年）から技術試験、1986年（昭和61年）からは実用試験を開始し、翌年の1987年（昭和62年）に「87式偵察警戒車」として制式化された。量産車は研究試作車や試作車2両とは砲塔形状などに変更点が見られる。
調達価格は一両約3億円とされており、2013年（平成25年）度予算計上分も含めて111両が調達されている。
| 予算計上年度         | 調達数 |
| -------------------- | ------ |
| 昭和62年度（1987年） | 16両   |
| 昭和63年度（1988年） | 15両   |
| 平成元年度（1989年） | 16両   |
| 平成2年度（1990年）  | 16両   |
| 平成3年度（1991年）  | 8両    |
| 平成4年度（1992年）  | 4両    |
| 平成5年度（1993年）  | 4両    |
| 平成6年度（1994年）  | 4両    |
| 平成7年度（1995年）  | 4両    |
| 平成8年度（1996年）  | 1両    |
| 平成9年度（1997年）  | 1両    |
| 平成10年度（1998年） | 1両    |
| 平成11年度（1999年） | 1両    |
| 平成12年度（2000年） | 2両    |
| 平成13年度（2001年） | 1両    |
| 平成14年度（2002年） | 1両    |
| 平成15年度（2003年） | 1両    |
| 平成16年度（2004年） | 1両    |
| 平成17年度（2005年） | 1両    |
| 平成18年度（2006年） | 3両    |
| 平成19年度（2007年） | 1両    |
| 平成20年度（2008年） | 2両    |
| 平成21年度（2009年） | 1両    |
| 平成22年度（2010年） | 3両    |
| 平成23年度（2011年） | 1両    |
| 平成24年度（2012年） | 1両    |
| 平成25年度（2013年） | 1両    |

## 特徴
兵装には、日本製鋼所でライセンス生産したスイスのエリコン社製25mm機関砲KBA-B02（俯仰角-10~+45度、対地・対空両用 80口径）を回転式砲塔に搭載しており、連装銃として機関砲同軸に74式車載7.62mm機関銃を装備している。KBA機関砲は二重給弾方式であり、徹甲弾と榴弾の撃ち分け可能。APDS-T（装弾筒付曳光徹甲弾、砲口初速1,335m/s）は、射距離2,000mの傾斜角30度の25mm装甲板を貫通可能。砲塔両側面には発煙弾発射機（旧型は74式60mm発煙弾発射筒を3連装、新型は76mm発煙弾発射機を4連装）を装備している。砲塔は手動制御である。
82式指揮通信車と車体下部設計の大半を共有している。ディーゼルエンジンの配置は82式指揮通信車が車体中央部左側に有るのに対し、87式偵察警戒車では砲塔配置との関係から車体後部右側に変更された。消音器も車体右側面後部にある。3軸6輪駆動（通常時は後4輪駆動）で前4輪でステアリングを行う。6輪の車輪にはある程度被弾しても走行を継続できるコンバットタイヤ（サイドウォール強化型ランフラットタイヤ）を採用した。スノータイヤは無いので積雪時や路面凍結時にはタイヤチェーンを巻く必要がある。車体と砲塔は圧延防弾鋼板の全溶接構造で、NBC防護装備や浮航能力は有していない。
車長、砲手、操縦手、前方斥候員、後方斥候員の5名が乗車する。車体前部右側に操縦手が、左側に前方斥候員が、車体中央部の砲塔右側に車長が、左側に砲手が配置される。砲塔直後の車体後部左側に後ろ向きに後方斥候員が乗車する。後方斥候員はペリスコープや車体後面左側に備わるTVカメラにて後方監視を行う。また、操縦用および照準用（砲手）微光暗視装置を搭載している。車長、砲手、操縦手、前方斥候員の席の上面に、また後方斥候員の右側に各々専用のハッチがある。砲塔上に地上レーダー装置2号および近距離暗視装置を設置可能である。
エンジン左側には後方斥候員席と車体後面乗降扉を繋ぐ狭い通路があり、84mm無反動砲およびその弾薬等が格納できる。車体右側面の第1輪と第2輪の間に、車長、砲手、操縦手、前方斥候員用の乗降扉がある。車体左側面の第2輪と第3輪の間と、車体後面左側に、後方斥候員用の乗降扉がある。

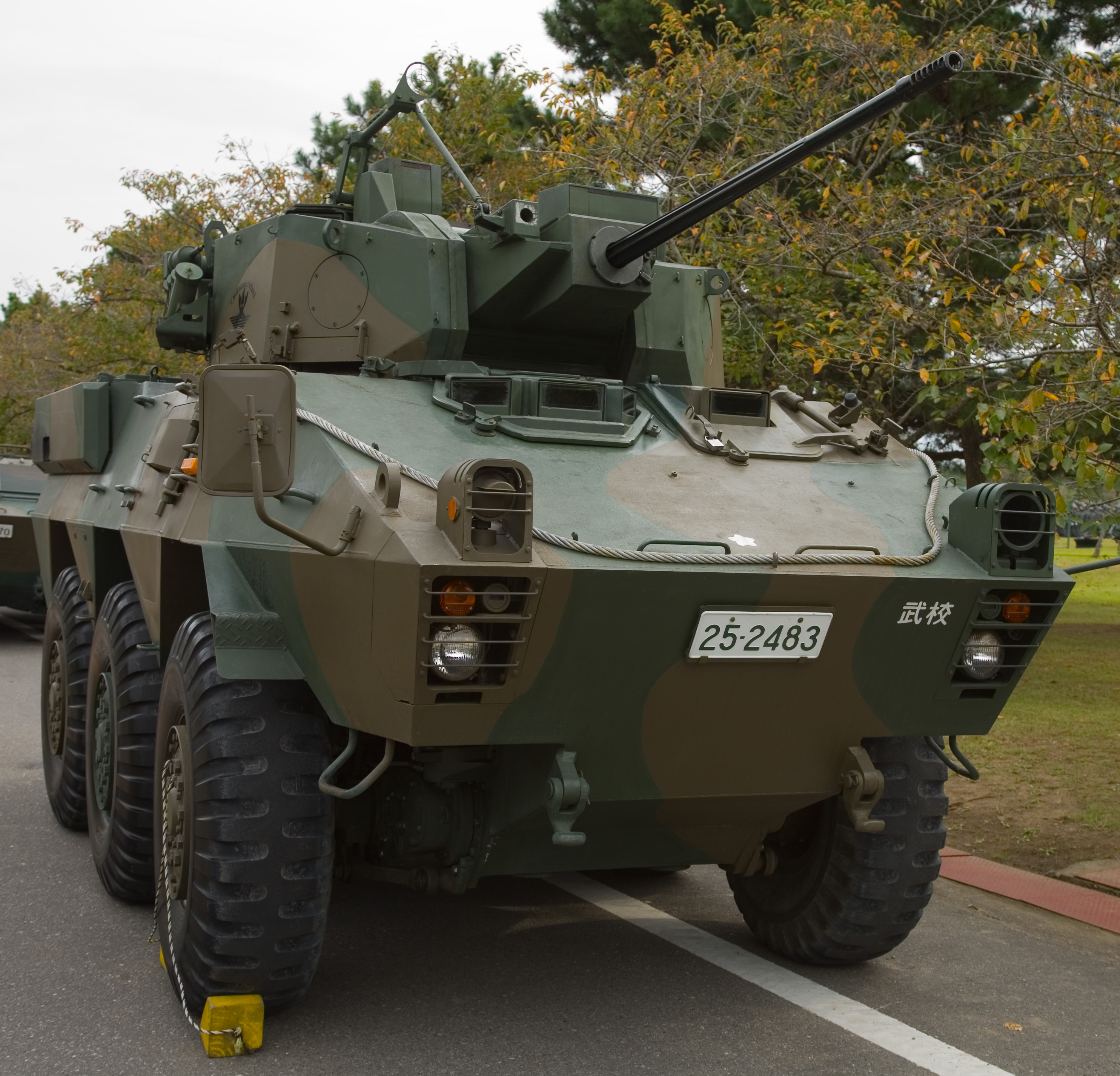
前方より ペリスコープが3つ付いているのが操縦士用ハッチ
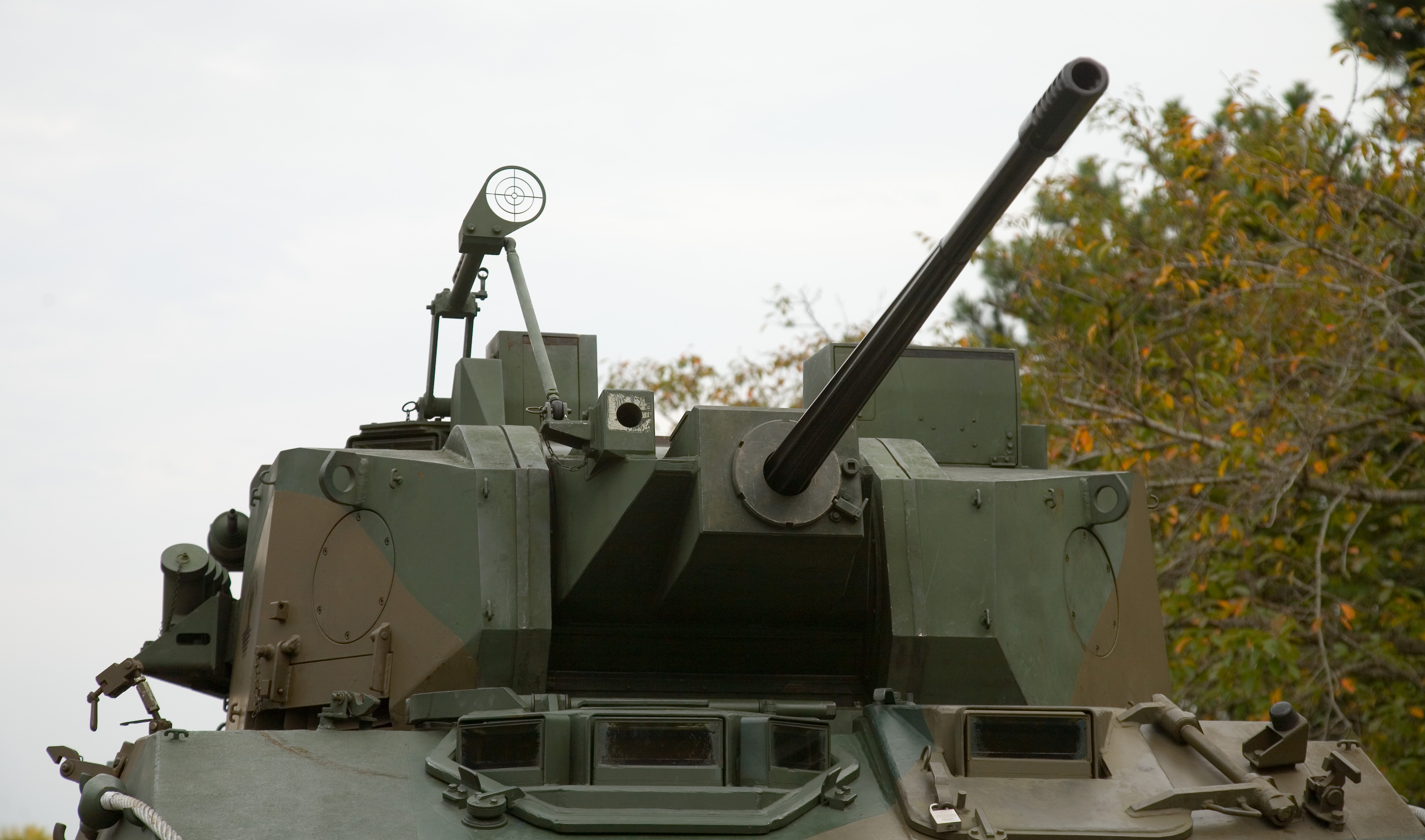
25mm機関砲KBA-B02を搭載する砲塔
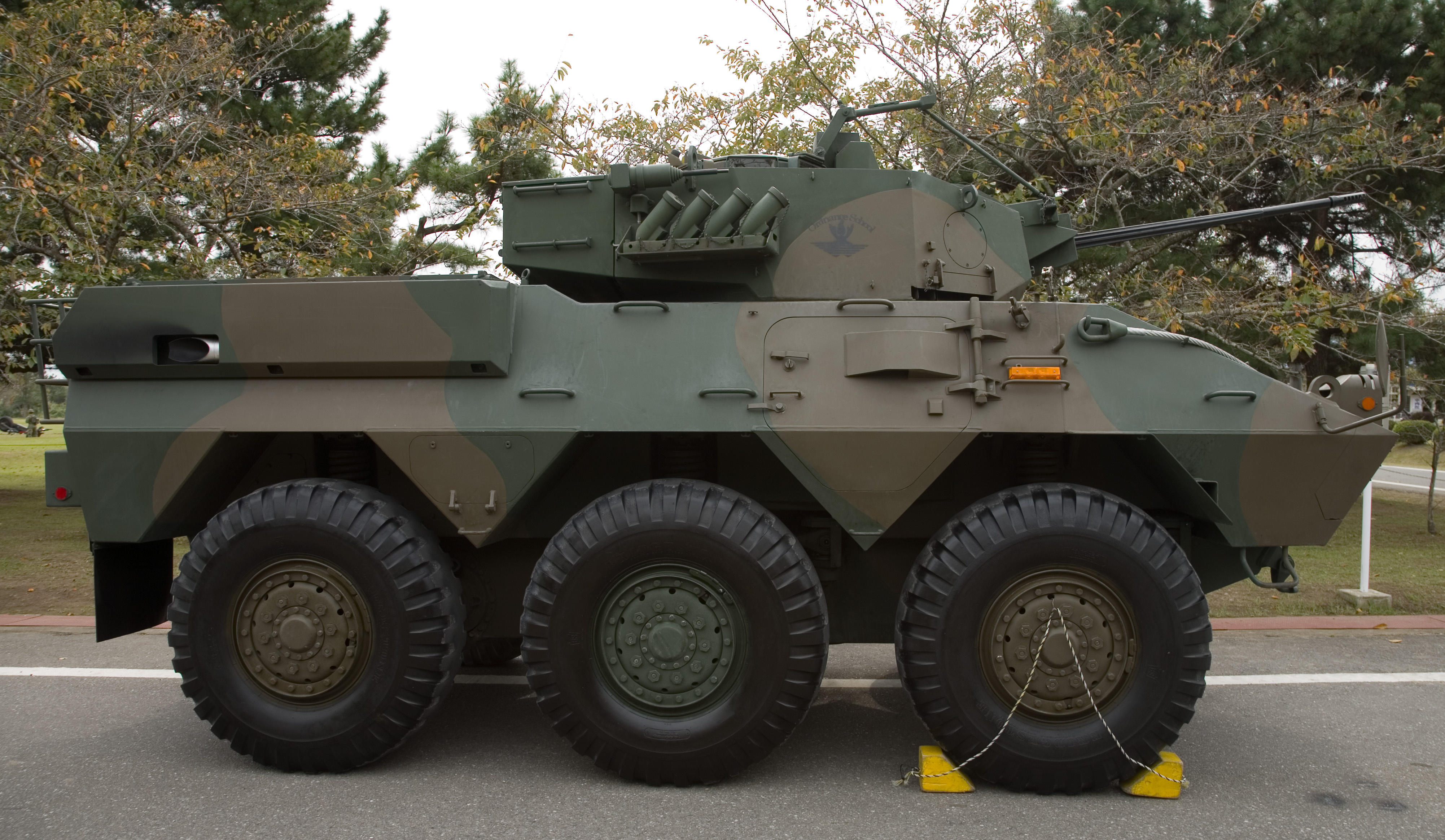
右側面より 足回りに82式指揮通信車と共通性がある
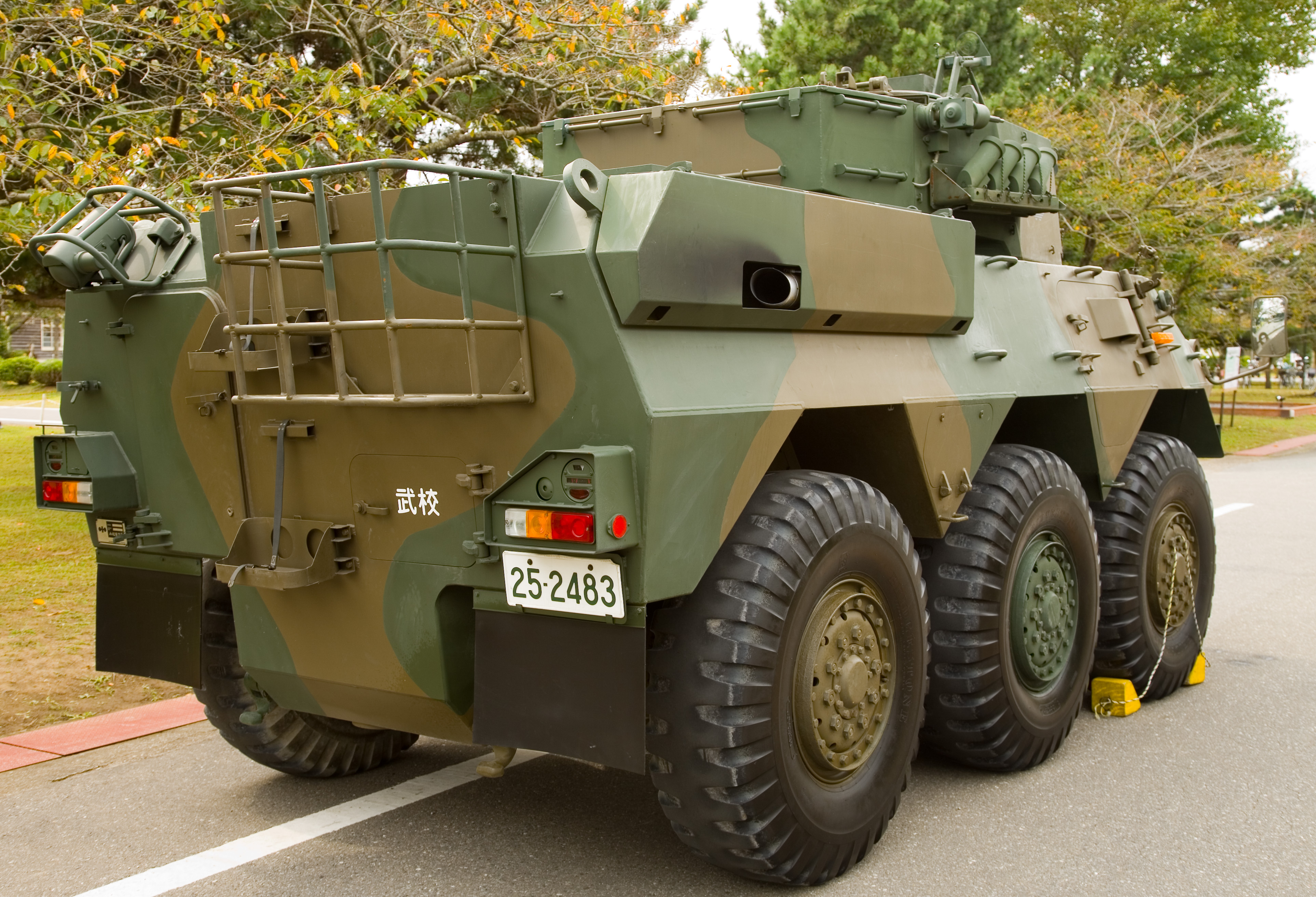
右後方より 左側に後部乗降扉、その上方にTVカメラ、中央にはガソリン缶を搭載する棚がある

## 比較
|              | BRDM-2               | ルクス                   | VEC                     | 87式偵察警戒車         |
| ------------ | -------------------- | ------------------------ | ----------------------- | ---------------------- |
| 画像         |                      |                          |                         |                        |
| 全長         | 5.75 m               | 7.74 m                   | 6.2 m                   | 5.99 m                 |
| 全幅         | 2.35 m               | 2.98 m                   | 2.5 m                   | 2.48 m                 |
| 全高         | 2.31 m               | 2.84 m                   | 2.51 m                  | 2.80 m                 |
| 重量         | 7.7 t                | 19.5 t                   | 13.75 t                 | 15.0 t                 |
| 最高速度     | 100 km/h             | 90 km/h                  | 99 km/h                 | 100 km/h               |
| 水上浮航能力 | 〇                   | 〇                       | 〇                      | ×                      |
| 乗員数       | 4名                  | 4名                      | 5名                     | 5名                    |
| 主武装       | KPV 14.5mm重機関銃×1 | MK 20 Rh202 20mm機関砲×1 | M242 25mmチェーンガン×1 | KBA-B02 25mm機関砲×1   |
| 副武装       | PKT 7.62mm機関銃×1   | MG3 7.62mm機関銃×1       | MG3 7.62mm機関銃×1      | 74式車載7.62mm機関銃×1 |

## 配備
2013年（平成25年）度までに111両が配備されている。主に師団隷下の偵察隊、偵察戦闘大隊に配備されるほか、教育用として機甲教導連隊に、整備訓練用として武器学校に配備されている。また、戦車連隊とこれに準ずる西部方面戦車隊、装軌装甲車化連隊の第11普通科連隊にも、偵察用として少数が本部管理中隊に配備されている。また、戦車火力のない沖縄県の第15旅団では最大の機甲火力にあたる。
- 陸上自衛隊富士学校
  - 機甲科部（富士駐屯地）
  - 富士教導団
    - 機甲教導連隊（駒門駐屯地）：偵察隊
- 陸上自衛隊武器学校（土浦駐屯地）
- 北部方面隊
  - 第2師団
    - 第2偵察隊（名寄駐屯地）：偵察小隊
    - 第2戦車連隊（上富良野駐屯地）：本部管理中隊偵察小隊

  - 第5旅団
    - 第5偵察隊（別海駐屯地）：偵察小隊

  - 第7師団
    - 第7偵察隊（東千歳駐屯地）：斥候小隊
    - 第11普通科連隊（東千歳駐屯地）：本部管理中隊偵察小隊
    - 第71戦車連隊（北千歳駐屯地）：本部管理中隊偵察小隊
    - 第72戦車連隊（北恵庭駐屯地）：本部管理中隊偵察小隊
    - 第73戦車連隊（南恵庭駐屯地）：本部管理中隊偵察小隊

  - 第11旅団
    - 第11偵察隊（真駒内駐屯地）：偵察小隊
- 東北方面隊
  - 第6師団
    - 第6偵察隊（大和駐屯地）：偵察小隊

  - 第9師団
    - 第9偵察戦闘大隊（岩手駐屯地）：偵察中隊
- 東部方面隊
  - 第1師団
    - 第1偵察戦闘大隊（朝霞駐屯地）：偵察中隊

  - 第12旅団
    - 第12偵察戦闘大隊（相馬原駐屯地）：偵察中隊
- 中部方面隊
  - 第3師団
    - 第3偵察戦闘大隊（今津駐屯地）：偵察中隊

  - 第10師団
    - 第10偵察戦闘大隊（豊川駐屯地）：偵察中隊

  - 第13旅団
    - 第13偵察戦闘大隊（（出雲駐屯地）：偵察中隊

  - 第14旅団
    - 第14偵察隊（善通寺駐屯地）：偵察小隊
- 西部方面隊
  - 第4師団
    - 第4偵察戦闘大隊（福岡駐屯地）：偵察中隊

  - 第8師団
    - 第8偵察隊（北熊本駐屯地）：偵察小隊

  - 第15旅団
    - 第15偵察隊（那覇駐屯地）：偵察小隊

  - 西部方面戦車隊（玖珠駐屯地）：本部管理中隊偵察小隊

## 後継
87式偵察警戒車と89式装甲戦闘車の後継は、将来の装輪戦闘車両構想の一部と考えられる近接戦闘車として計画中で、砲塔には国産開発のテレスコープ弾（Cased Telescoped Ammunition, CTA）機関砲を搭載するとしている。87式の後継となる「偵察型」と、89式の後継となる「人員輸送型」が計画され、偵察型には対地センサが搭載されるという。現在、共通戦術装輪車 (偵察戦闘型)として開発、試験が進んでいる。

## 登場作品

### 映画・オリジナルビデオ
『SFX巨人伝説ライン』
第11話に偵察教導隊所属車両が登場。富士絶対防衛線に接近してくるバグズンを偵察しており、その後、死闘の末にバグズンを倒したラインに対して、戦車教導隊員たちとともに乗員が敬礼を送る。
『カミノフデ ～怪獣たちのいる島～』
瑞穂町に出現したヤマタノオロチに対して出動し、機関砲による攻撃を加えるが全車が破壊される。
『ゴジラシリーズ』
『ゴジラvsデストロイア』
各種メーサー車や90式戦車などの自衛隊車両群とともに東京臨海副都心に展開して円陣を組み、デストロイア幼体を迎撃する。
撮影には、偵察教導隊所属車両が使用されている。
『ゴジラ2000 ミレニアム』
第1師団所属車両として登場。東海村の原子力発電所に襲来するゴジラがを迎撃するため、同じく第1師団所属の戦車大隊と共に出動し、久慈川河川敷に展開する。
撮影には、偵察教導隊所属車両が使用されている。
『ゴジラ×メカゴジラ』
館山市にゴジラが上陸した際は県道89号線上と規制線に展開し、ゴジラが品川方面から上陸してくる際は新型73式小型トラックに先導されて出動する。
撮影には、偵察教導隊所属車両が使用されている。
『ゴジラ×モスラ×メカゴジラ 東京SOS』
品川防衛ラインに配置され、早期にゴジラを発見するため品川開発区第17号地の埠頭に展開し、警戒にあたる。
撮影には、偵察教導隊所属車両が使用されている。
『シン・ゴジラ』
立川広域防災基地前に配置されている。

『シン・ウルトラマン』
ビル街で破壊活動を行うにせウルトラマンに対して出動する。
撮影には、第1偵察隊所属車両が使用されている。
『戦国自衛隊1549』
戦国時代へタイムスリップする第三特別実験中隊・ロメオ隊の装備として登場。
第三特別実験中隊所属車両は、タイムスリップして一番初めに周囲の状況を確認しようとして顔を出した車長と砲手を弓矢で狙撃され、その後は天導衆の兵器として使用されるが、特に活躍しないまま退場する。
一方、ロメオ隊所属車両は隊員たちの盾になったり、城門を25mm機関砲KBA-B02で破壊するなどの活躍を見せたりと、正反対の立ち位置となっている。
『平成ガメラ三部作』
『ガメラ 大怪獣空中決戦』
日本映画初登場。富士裾野でガメラを攻撃する陸上部隊の指揮所に配置される。
撮影には、第1偵察隊所属車両が使用されている。
『ガメラ2 レギオン襲来』
防衛拠点の戦闘指揮所前と最終防衛ラインに配置されており、巨大レギオンとの戦いを終えて飛び去って行くガメラに対して、乗員が敬礼を送る。
撮影には、第1偵察隊所属車両が使用されている。

### アニメ・漫画
『クレヨンしんちゃん 激突! ラクガキングダムとほぼ四人の勇者』
自衛隊所属車両が登場。未知の霧に覆われた春日部市の近郊に軽装甲機動車とともに展開している。
『こちら葛飾区亀有公園前派出所』
第151巻第3話「YES!?NO 年賀状大戦争」に登場。激怒した大原部長が乗り込んで派出所に突入する。
『最臭兵器』
災害派遣で出動した救助部隊の指揮車として登場。主人公が放つ臭気から逃げる避難民を救助していたが、その主人公が接近してきたため、一目散に退避する。
『新世紀エヴァンゲリオン劇場版 Air/まごころを、君に』
戦略自衛隊所属車両として登場。NERV本部攻撃に参加した車両がエヴァンゲリオン量産機によって脱出した乗員ごと踏みつぶされる。
『地球の放課後』
第23話に登場。大半の人類が「ファントム」に消し去られた世界で、73式小型トラックとともにアメ横に放置されていた。
『トータル・イクリプス』
第1話に日本帝国陸軍の偵察戦闘車として登場。日本本土に上陸したBETA群を迎撃するため出動する。
『まりかセヴン』
73式装甲車とともに怪獣バグモンを攻撃するため出動する。

### 小説
『ゲート 自衛隊 彼の地にて、斯く戦えり』
小説版と漫画版にて、異世界「特地」へ派遣された自衛隊の装備として登場。
漫画版第41話では、主人公の救出を名目に炎龍討伐へ出動する第1戦闘団より先行し、偵察用オートバイ隊とともに進路の安全を確認する。
『交戦規則ROE』
偵察教導隊所属車両が登場。対岸に潜む北朝鮮工作員に対して威力偵察を実施するが、RPGによる攻撃を受ける。それを被弾するも、コンバットタイヤがノイマン効果を阻んだことで車体と乗員は無事だった。
『東京×異世界戦争 自衛隊、異界生物を迎撃せよ』
第1偵察隊所属車両が登場。東京に出現した異世界のモンスターを機関砲の攻撃で圧倒するほか、負傷者の後送を行うなど活躍するが、走行中にモンスターと衝突し横転したところを撃破される。
『日本北朝鮮戦争 竹島沖大空海戦』
陸上自衛隊敦賀原発防衛部隊唯一の装甲戦闘車両として2両登場。岩陰に潜む北朝鮮工作員を岩ごと打ち抜いたり、生き残った田宮二尉らの盾として行動したりと、活躍する。しかし、3度に渡る北朝鮮工作員の襲撃によって2両とも破壊されてしまう。
『満州決戦1945』
第7師団所属車両が登場。北海道で行われる第7師団の実弾演習に参加していた最中、同じく演習に参加していたほかの第7師団各隊とともに、突如として第二次世界大戦下で終戦間近の満州国へタイムスリップする。その後、侵攻してくるソ連軍のT-34などを日本陸軍と協力して迎撃する。
『ルーントルーパーズ 自衛隊漂流戦記』
第9巻に異世界へ飛ばされた自衛隊の装備として登場。「彷徨える龍巣」を使いニホンレットウ諸島に侵攻してきたフィルボルグ継承帝国軍を迎撃する。
安生正の小説作品
『ゼロの迎撃』
第1師団所属車両が登場。96式装輪装甲車とともに主要交差点の警備にあたる。その後、墜落して隅田川の河口を塞いでいた貨物機の残骸を破砕するため、96式装輪装甲車とともに一斉射撃を行う。
『レッドリスト 絶滅進化論』
第1師団所属車両が登場。食性が人食へと進化したコウモリの大群に対して機関砲で攻撃する。
『ホワイトバグ 生存不能』
西部方面隊所属車両が登場。96式装輪装甲車とともに警備にあたるほか、福岡県に上陸した「新生物」に対しては機関砲で攻撃する。

### ゲーム
『Wargame Red Dragon』
自衛隊デッキに「HACHI-NANA SHIKI」の名称で登場。
『War Thunder』
バージョン2.9「DIRECT HIT」アップデートで日本陸軍ツリーのランク5に軽戦車として追加。ほかに、試作車が「87式偵察警戒車（プロトタイプ）」の名前で登場する。
『戦闘国家シリーズ』
日本の基本装備として組み込まれる。
『大戦略シリーズ』
日本もしくはN国の装備として登場。
『峠MAX2』
隠し車両として登場。色を変えたり砲塔を旋回させることが可能。作中では戦車と呼ばれている。
『破壊王 キング・オブ・クラッシャー』
茶色の塗装を施された車両が登場。怪獣化した主人公を攻撃してくる。